# Почва (геральдика)
Постамент, также почва (Boden) — элемент герба, на котором стоят щитодержатели, исключение составляют только летящие фигуры, изображенные парящими в воздухе, без почв. Изображается в виде паркета, карниза или панели, или же изображаются с растительностью (на гербе Исландии в виде застывшей лавы).
Возможно, постамент — влияние эпохи Возрождения, когда художники-геральдисты выражали свои пристрастия этого периода, изображая гербы в тщательно выполненных рамках, со щитом и щитодержателями, которые располагались на великолепных пьедесталах, украшенных классическими мотивами, с масками, лиственными символами и переплетающимися орнаментами. Более поздние художественные периоды применяли свои принципы одинаково как к щитодержателям, так и к постаменту.
В Шотландии королевские города с самоуправлением должны были устанавливать своих геральдических щитодержателей на специальный постамент, который делался из башенок и сооруженных из камней зубцов и бойниц, часто с девизом на пластине или на постаменте. Что-то подобное скопировано и использовано в гербе Старого града (район Белграда).